# 564
564 (DLXIV) je bilo prestopno leto, ki se je po julijanskem koledarju začelo na torek.

## Dogodki
- 1. januar

## Rojstva
- Jao Silian, kitajski zgodovinar in politik, glavni avtor Knjige Ljanga in Knjige Čena († 637)